# 旺斯特德
旺斯特德（英語：Wanstead，/ˈwɒnstɪd/）是英国倫敦東北部的地區，隸屬倫敦紅橋自治市，1965年被納入大倫敦之前屬於埃塞克斯郡。這一地區的主要聯外道路是A12號公路。旺斯特德高街有酒吧等娛樂場所。